# Internet biznis plan
Internet biznis plan predstavlja dokument koji sadrži osnovne elemente jednog poslovnog poduhvata koji preduzeće namerava da realizuje putem Interneta. Postojanje ovakvog dokumenta omogućava potencijalnim finansijerima i investitorima jasan opis i brže razmatranje konkretnog poslovnog poduhvata, kao i lakše i efikasnije donošenje odluka o finansiranju.

### Struktura internet biznis plana:
Pripremanje biznis plana zahteva širok spektar znanja iz različitih biznis disciplina: finansija, menadžmenta ljudskih resursa, menadžmenta intelektualne svojine, menadžmenta lanaca snabdevanja, operacionog menadžmenta, marketinga, i drugih. Korisno je posmatrati biznis plan kao kolekciju podplanova, jedan iz svake glavne biznis discipline.
Najčešće korišćeni elementi sadržaja Internet biznis plana su:
1. Rezime (executive summary) – kratak prikaz bitnih elemenata iz plana
2. Opis poslovnog sistema – može se podeliti na opis poslovnog koncepta i opis proizvoda i usluga[6][7]
3. Očekivani efekti onlajn poslovanja – jasno se navode efekti koji se žele postići primenom poslovanja na Internetu
4. Analiza onlajn konkurencije
5. Marketinška strategija – određivanje ciljne grupe i definisanje marketinških tehnika koje će se koristiti
6. Biznis plan – osnovni sadržaj biznis plana je opis poslovnog koncepta, proizvod/usluga, menadžerski tim, analiza tržišta, analiza konkuerncije, SWOT analiza, strategija kvaliteta, promotivna strategija, plan budućeg razvoja i zaključak.[8]
7. Finansijska analiza – navodi se finansijska opravdanost primene poslovanja na Internetu
8. Plan upravljanja rizikom poslovanja – predviđanje potencijalnih rizika i prioritet njihovog rešavanja
9. Zaključak
10. Prilozi i dodaci